# Lloyd (Birmingham)

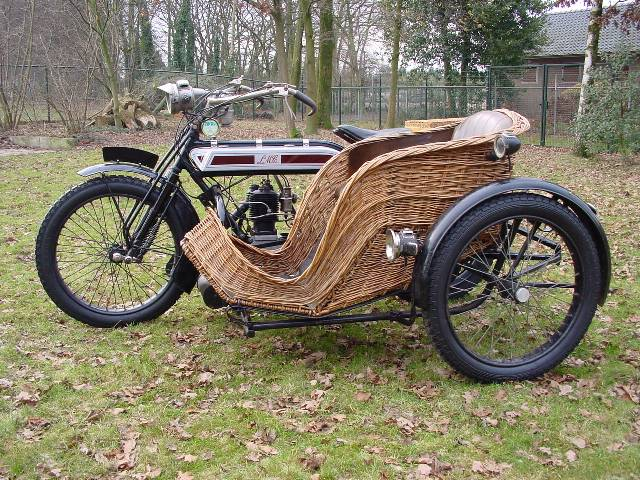
LMC 3½ pk (500 cc) 1915

Lloyd of LMC is een historisch merk van motorfietsen:
W.A. Lloyd, Cycle Fittings, Clyde Works, later Lloyd Motor Engineering Co. Ltd., Birmingham (1907-1923).
Ooit bekend Brits motormerk, dat eerst Lloyd heette (het was door Walter LLoyd opgericht), maar later bekend werd als LMC (Lloyd Motor Company). 
Er werden grote eencilinders van 499- en 597 cc gemaakt, en ook 842 cc V-twins. Het waren enigszins lompe motorfietsen met eigen zijklepblokken. Lloyd was ook eigenaar van de merken Quadrant, Dreadnought en De Luxe in Birmingham.
Andere merken met de naam Lloyd, zie Lloyd (Bremen), Lloyd (Neurenberg) en Lloyd (Nederland).